# Asbach-Sickenberg
Asbach-Sickenberg é um município da Alemanha localizado no distrito de Eichsfeld, estado da Turíngia. Pertence ao Verwaltungsgemeinschaft de Uder.

## Demografia
Evolução da população (em 31 de dezembro):
| - 1994 - 101 - 1995 - 114 - 1996 - 117 - 1997 - 121 | - 1998 - 113 - 1999 - 113 - 2000 - 114 - 2001 - 114 | - 2002 - 120 - 2003 - 113 - 2004 - 124 |

Fonte: Datenquelle - Thüringer Landesamt für Statistik